# Berehove
Berehove (tiếng Ukraina: Берегове) là một thành phố của Ukraina. Thành phố này thuộc tỉnh Zakarpattia. Thành phố này có dân số theo điều tra dân số năm 2022 là 23325 người.

## Khí hậu
Berehove có khí hậu đại dương (phân loại khí hậu Köppen Cfb).
| Dữ liệu khí hậu của Berehove            | Dữ liệu khí hậu của Berehove | Dữ liệu khí hậu của Berehove | Dữ liệu khí hậu của Berehove | Dữ liệu khí hậu của Berehove | Dữ liệu khí hậu của Berehove | Dữ liệu khí hậu của Berehove | Dữ liệu khí hậu của Berehove | Dữ liệu khí hậu của Berehove | Dữ liệu khí hậu của Berehove | Dữ liệu khí hậu của Berehove | Dữ liệu khí hậu của Berehove | Dữ liệu khí hậu của Berehove | Dữ liệu khí hậu của Berehove |
| Tháng                                   | 1                            | 2                            | 3                            | 4                            | 5                            | 6                            | 7                            | 8                            | 9                            | 10                           | 11                           | 12                           | Năm                          |
| --------------------------------------- | ---------------------------- | ---------------------------- | ---------------------------- | ---------------------------- | ---------------------------- | ---------------------------- | ---------------------------- | ---------------------------- | ---------------------------- | ---------------------------- | ---------------------------- | ---------------------------- | ---------------------------- |
| Trung bình ngày °C (°F)                 | −2.4 (27.7)                  | −0.2 (31.6)                  | 4.7 (40.5)                   | 10.7 (51.3)                  | 15.6 (60.1)                  | 18.5 (65.3)                  | 20.1 (68.2)                  | 19.7 (67.5)                  | 15.8 (60.4)                  | 10.4 (50.7)                  | 4.9 (40.8)                   | 0.3 (32.5)                   | 9.8 (49.6)                   |
| Lượng Giáng thủy trung bình mm (inches) | 45 (1.8)                     | 38 (1.5)                     | 39 (1.5)                     | 46 (1.8)                     | 69 (2.7)                     | 86 (3.4)                     | 74 (2.9)                     | 68 (2.7)                     | 48 (1.9)                     | 44 (1.7)                     | 51 (2.0)                     | 58 (2.3)                     | 666 (26.2)                   |
| Nguồn: Climate-Data.org                 |                              |                              |                              |                              |                              |                              |                              |                              |                              |                              |                              |                              |                              |

## Thành phố kết nghĩa
Berehove kết nghĩa với:
- Przeworsk, Ba Lan[3]
- Satu Mare, Romania[4]
- Gödöllő, Hungary

## Hình ảnh

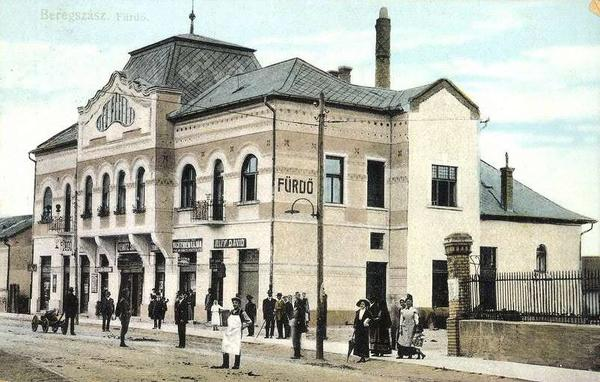
Một ngôi nhà Do Thái ở Berehove (nay là ngân hàng[5])
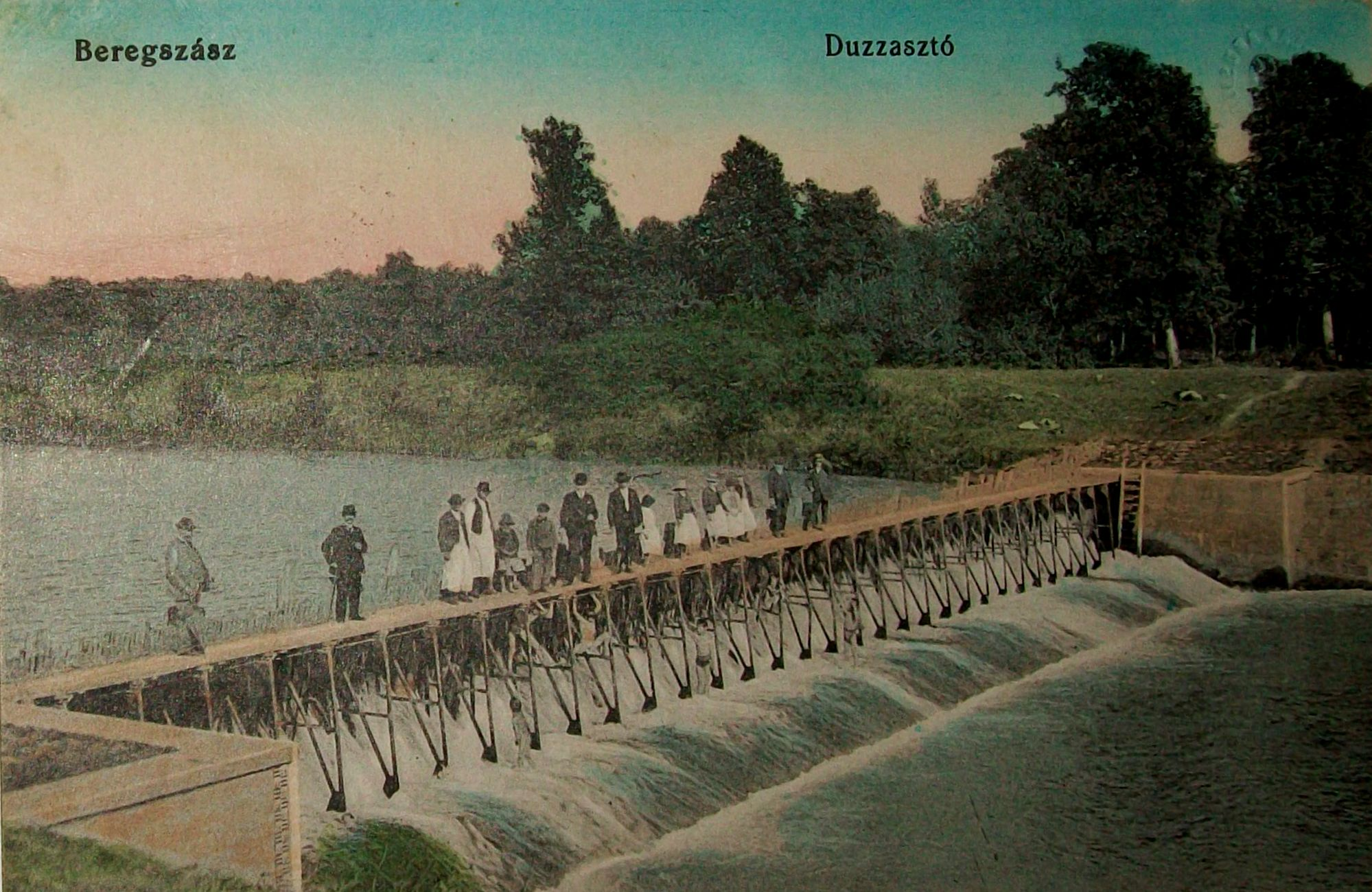
Con đập ở Berehove vào năm 1900
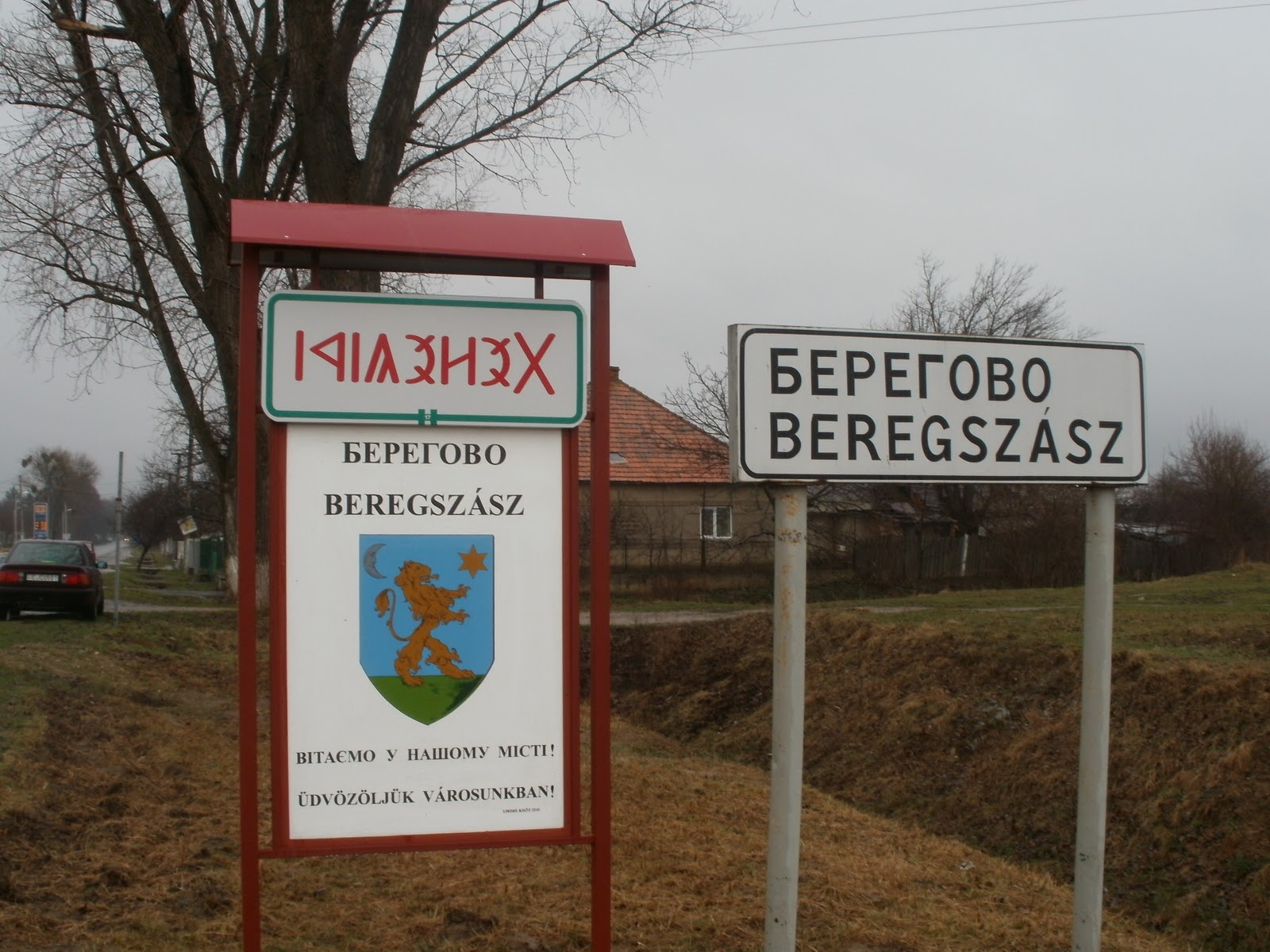
Biển báo giới hạn thành phố bằng tiếng Ukraina và tiếng Hungary